# The Day the Music Died
The Day the Music Died (Dagen då musiken dog) är en beteckning på den 3 februari 1959, då Buddy Holly, Ritchie Valens och The Big Bopper (J.P. Richardson) omkom i ett flyghaveri tidigt på morgonen på väg mot en spelning i Fargo, North Dakota. Don McLeans låt från 1971 American Pie har många referenser till denna dag, bland annat frasen The Day the Music Died.
Holly hade beställt ett privatplan åt sig och sitt band (Tommy Allsup (1931–2017) och Waylon Jennings). Eftersom Richardson (The Big Bopper) hade drabbats av influensa erbjöd Jennings honom sin plats i planet, så han skulle slippa att åka i turnébussen. Valens hade aldrig åkt i ett litet flygplan tidigare och frågade om han kunde få Allsups plats. De singlade slant om saken och Valens "vann".
Även artisten Dion var tillsammans med sin kompgrupp the Belmonts med på turnén med de andra musikerna. Han var dock inte förtjust i kostnaden för att transporteras med flygplan till spelningen, varför han avstod: "When Buddy came to me, I thought about the $36.00 price. My parents paid $36.00 a month for rent back in the Bronx. I just couldn’t bring myself to spend the same amount on a 45 minute plane ride, so I told him no."
Efter en spelning i Clear Lake, Iowa lyfte planet, men en snöstorm fick det att haverera i ett majsfält kl. 01.05. Även piloten Roger Peterson (född 1937) omkom i haveriet.
År 1988 skapade en beundrare, Ken Paquette, ett monument på haveriplatsen.